# Pittosporum kirkii
Pittosporum kirkii är en tvåhjärtbladig växtart som beskrevs av Joseph Dalton Hooker och Thomas Kirk.
Pittosporum kirkii ingår i släktet Pittosporum och familjen Pittosporaceae. Inga underarter finns listade i Catalogue of Life.